# A Rocket to the Moon
A Rocket to the Moon (abreviação ARTTM) foi uma banda de rock americana formada em 2006. A banda teve origem em Braintree, Massachusetts com os integrantes Nick Santino, Eric Halvorsen, Justin Richards e Andrew Cook.

## História
Nick Santino iniciou o A Rocket to the Moon no verão de 2006 como experiência musical, até um feedback positivo para ele continuar com o projeto. Ele tocou ao lado de bandas locais como The Bad Year e The Midway Class.
Santino integrou músicos na banda no começo de 2008 com a ajuda do The Maine para o primeiro festival do A Rocket to the Moon, no The Bamboozle. A Rocket to the Moon também tocou com The Morning Light no final da primavera de 2008. Eles então apareceram em 10de Julho de 2008 no episódio de Total Request Live apresentando a música "Dakota." Em 16 de Julho de 2008, no lançamento do CD da banda The Maine na Knitting Factory em Los Angeles, Califórnia, Pete Wentz do Fall Out Boy anunciou que eles tinham assinado a banda com sua gravadora, a Decaydance. Um  anúncio oficial do seu contrato com a Fueled By Ramen foi feito em Agosto de 2008. Turnês separadas ajudaram The Cab e A Cursive Memory seguindo em seu término em 2008.  Eles ainda entraram em turnê com Cute Is What We Aim For, Secondhand Serenade, e Automatic Loveletter. Em 14 de Outubro de 2008 a banda lançou seu primeiro EP Greetings From..., apresentando os singles 'Dakota' e 'If Only They Knew'. A gravação alcançou o lugar de número 21 na Billboard Heatseekers chart. A Rocket to the Moon não está mais na Decaydance Records, mas ainda permanece com a Fueled by Ramen.
A banda então dedicou a primeira parte de Fevereiro e Março de 2009 em estúdio com Matt Squire gravando seu álbum de estreia esperado para o começo de Setembro. O álbum foi lançado dia 13 de Outubro de 2009, com o nome "On Your Side", e dele veio o single "Mr. Right" e o clipe do mesmo.  Eles foram ser as bandas de abertura do ano na turnê da Alternative Press em 2009, com The Maine, Hit The Lights, Family Force 5, e 3OH!3. A turnê foi ao ar entre 20 de Março e 9 de Maio. Eles ainda estão no Bamboozle festival em East Rutherford, New Jersey e irão tocar em algumas datas na Warped Tour 2009. Depois de completar suas datas na Warped Tour eles irão na What Happens In Vegas Tour com The Cab,Eye Alaska,The Summer Set, e My Favorite Highway.
Em 14 de Maio, a banda adicionou o guitarrista Justin Richards e baixista Eric Halvorsen como integrantes permanentes. Eles lançaram um videoclipe para If Only They Knew.
Em 2013 anunciaram o fim da banda.

## Integrantes
- Nick Santino - vocal, guitarra
- Justin Richards - guitarra
- Eric Halvorsen - baixo
- Andrew Cook - bateria

## Discografia

### Álbuns de estúdio
- On Your Side (2009)
- Wild & Free (2013)

### EPs
- Your Best Idea EP (2006)
- Summer 07 EP (2007)
- Greetings From... EP (2008)
- The Rainy Day Sessions EP (2010)
- That Old Feeling EP (2012)